# 6209-es mellékút (Magyarország)
A 6209-es mellékút egy négy számjegyű mellékút Fejér vármegyében, a Mezőföldön, amely az M6-os autópálya jobb oldali fel- és lehajtósávját a 6207-es úttal összekötő körforgalomtól indul (iváncsai csomópont), és Káloz belterületén ér véget. Közös szakasza van a 62-es főúttal Szabadegyházánál, illetve a 6228-as úttal Sárosd belterületén. Az elején szintben keresztezi a Pusztaszabolcs–Paks-vasútvonalat, Sárkeresztúrnál a Sárbogárd–Székesfehérvár-vasútvonalat, a Budapest–Pécs-vasútvonal alatt pedig átbújik – 8,1 kilométerre a kezdőpontjától.

## Nyomvonala
A 6207-es út 5+550-es kilométerszelvényénél lévő körforgalomból indul; ugyanabba a körforgalomba csatlakozik az M6-os autópálya Szabadegyháza-Adony csomópontjának egy-egy le- és felhajtó ága: a Budapest felől érkező forgalmat levezető 60 431-es és a Pécs felé felhajtó forgalmat kiszolgáló 60 432-es csomóponti ág. A körforgalom Iváncsa és Adony közigazgatási határa közelében, bár iváncsai területen található, de pár méter után az út a határvonal mellé szegődik és azt követi, délnyugati irányban haladva.
1,1 kilométer megtétele után keresztezi a MÁV 42-es számú Pusztaszabolcs–Dunaújváros–Paks-vasútvonalát, 1,7 kilométer után pedig eléri Iváncsa, Adony és Pusztaszabolcs hármashatárát; ettől kezdve pusztaszabolcsi területen húzódik. A város központjától kicsit távol, déli irányban halad. 3,4 kilométer után beletorkollik a 62 112-es út – ez vezet a város központjába –, az út pedig Felsőcikolapuszta külterületi városrész területére érkezik. 4,7 kilométer után az eddigi irányához képest nyugatabbnak fordul, 7,1 után pedig átlép a Dunaújvárosi járásból a Gárdonyi járáshoz tartozó Szabadegyháza közigazgatási területére.
8. kilométerének elérése után keresztezi a 40-es számú Pusztaszabolcs–Pécs-vasútvonalat és áthalad a Keleti-Hippolyt-árok felett is. Kevéssel a 9. kilométere előtt kiágazik belőle észak-északnyugat felé a 6212-es út, Zichyújfalun keresztül Gárdony agárdi része irányába, majd nem sokkal ezután az út a Nyugati-Hippolyt-árok folyását is keresztezi. 10,8 kilométer után beletorkollik a 62-es főútba, annak 22+350-es kilométerszelvénye közelében; nagyjából 400 méternyi hosszban közös szakaszon húzódnak nyugat felé (a közös szakaszon éri el a mellékút a 11. kilométerét), majd szétválnak és a 6209-es ismét délnyugat felé indul.
A 12. kilométere táján éri el Szabadegyháza legészakibb házait, ahol a Fő utca nevet veszi fel. Egy rövid szakaszon délnek fordul, de a 12+550-es kilométerszelvénye táján újabb kanyart vesz, és délnyugat felé fordulva kilép a település belterületéről: oda az ugyanitt délnek kiágazó 62 114-es út vezet, az viszi tovább a Fő utca elnevezést is. Kevéssel a 14. kilométere előtt éri el az út Szabadegyháza és Sárosd határát, ott dél-délkeleti irányba fordul és a határvonalat kíséri, de csak mintegy 400 méteren, ami után visszatér a délnyugati irányhoz, immár teljesen Sárosd területén húzódva.
Sárosd belterületét 17,4 kilométer után éri el, ott a Szabadegyházi út nevet viseli, a település központjáig. Ott, a 18. kilométerénél kiágazik belőle kelet felé a 62 315-ös út, a Pusztaszabolcs–Pécs-vasútvonal Sárosd vasútállomására, a 6209-es út pedig nyugatnak fordul és a Szabadság tér nevet veszi fel. Alig 200 méterrel arrébb beletorkollik délkeleti irányból a Dunaföldvár-Seregélyes közti 6228-as út, 32 kilométer megtétele után, nagyjából kétszáz méteren közös szakaszuk van a település központjában (kilométerük azonos irányban számozódik), majd szétválnak: a 6228-as északnyugat, a 6209-es pedig dél felé folytatódik, utóbbi Fő utca néven. Újabb, alig háromszáz méter után ismét egy iránytörése következik, délnyugat felé fordul, Keresztúri út néven; így hagyja el a település lakott területét, 19,4 kilométer után.
22,1 kilométer után lép Sárkeresztúr területére, ott a 26+450-es kilométerszelvénye közelében keresztezi a MÁV 45-ös számú Sárbogárd–Székesfehérvár-vasútvonalát, Sárkeresztúr megállóhely déli szélénél, és egyből belép a község házai közé, Ady Endre út néven. 26,9 kilométer után, a település központjában keresztezi a 63-as főutat, amely itt 71,5 kilométer közelében jár, majd Vörösmarty út néven folytatódik, kisebb iránytörésektől eltekintve délnyugati irányban. 27,8 kilométer után lép ki a község belterületéről. Nagyjából 30 kilométer után keresztezi a Sárvizet.
32,4 kilométer után átlépi Káloz határát, majd utolsó méterein beér a település lakott területének északi részére, de ott települési neve már nincsen. A Sáregres-Szabadbattyán között húzódó 6307-es útba beletorkollva ér véget, annak 24+650-es kilométerszelvénye közelében. Teljes hossza, az országos közutak térképes nyilvántartását szolgáló kira.gov.hu adatbázisa szerint 33,869 kilométer.

## Települések az út mentén
- (Iváncsa)
- (Adony)
- Pusztaszabolcs
- Szabadegyháza
- Sárosd
- Sárkeresztúr
- Káloz

## Története
1934-ben a kereskedelem- és közlekedésügyi miniszter 70 846/1934. számú rendelete a kezdőpontjától Sárkeresztúrig húzódó szakaszát harmadrendű főúttá nyilvánította, az Adony-Sárkeresztúr közti 601-es főút részeként. A döntés annak ellenére született meg, hogy a Szolgaegyháza (ma Szabadegyháza) és Sárkeresztúr közti szakasz, a rendelet alapján 1937-ben kiadott közlekedési térkép tanúsága szerint még kiépítetlen volt.
Az Adony és Szabadegyháza közti 11,5 kilométeres útszakasz felújítása legutóbb 2013-ban történt meg.